# George Reyes
George Reyes, né en 1969, a été le directeur financier  de l'entreprise Google jusqu'en 2008. Il est aussi un des directeurs de BEA Systems et Symantec.